# Ferdinand von Schrott
Ferdinand Ignaz von Schrott (* 6. November 1843 in Capodistria; † 16. Oktober 1921 in Wien) war ein österreichisch-ungarischer bzw. cisleithanischer Beamter, Richter und Politiker, der um 1899–1900 kurzzeitig Justizminister der cisleithanischen Region in der Regierung von Manfred von Clary und Aldringen war.

## Biografie
Er war der Sohn des Konstantin Schrott, eines Medizinalrates in Triest. Er besuchte Gymnasien in Pisino und Capodistria. Von 1859 bis 1863 studierte er Rechtswissenschaft an der Universität Wien. 1865 trat er in den Staatsdienst, 1866 wurde er Bezirksamtsaktuar und 1868 Gerichtsadjunkt. an den Gerichten in Montona und Pola in Istrien.
1866 wurde er Bezirksversicherungsmathematiker und 1868 Justizassistent. Er rückte regelmäßig vor und wurde 1884 Hofrat und am 6. Jänner 1886 Generaladvokat.
Später wechselte er zum Provinzgericht Triest, wo er verschiedene Ämter innehatte, und 1878 wurde er zum Generalstaatsanwalt dieses Gerichts ernannt. 1886 wurde er Generalprokurator  bei dem Obersten Gerichts- und Kassationshof in Wien. 1897 wurde er zum Abteilungsleiter im Justizministerium ernannt. Er spezialisierte sich auf die Reform des Strafrechts.
Am 13. Dezember 1897 wurde er Sektionschef im Justizministerium, wo er die Verwaltungsabteilung  leitete.
Am 30. November 1898 wurde er in den Ritterstand erhoben.
Auf dem Höhepunkt seiner politischen Karriere war er vom 21. Dezember 1899 bis zum 18. Januar 1900, im Ministerium Clary geschäftsführender Justizminister.
Nachdem er die Regierung verlassen hatte, kehrte er zum Generalstaatsanwalt des Obersten Gerichtshofs und der Kassation in Wien zurück.
| Vorgänger            | Amt                                                                                     | Nachfolger             |
| -------------------- | --------------------------------------------------------------------------------------- | ---------------------- |
| Eduard von Kindinger | geschäftsführender Justizminister von Cisleithanien 21. Dezember 1899 – 18. Januar 1900 | Alois von Spens-Booden |